# EX-116
La carretera EX-116 es de titularidad de la Junta de Extremadura. Su categoría es básica. Su denominación oficial es   EX-116 , de N-430 a EX-102 por puerto Llano.

## Historia de la carretera
Es el resultado de la reunificación de las antiguas CC-711 y BA-711 que fueron renombradas en el cambio del catálogo de Carreteras de la Junta de Extremadura en el año 1997. Eran la misma carretera, sólo que tenía recorrido en ambas provincias y de ahí su doble nomenclatura.

## Inicio
Su origen está en la N-430, cerca de la localidad de Obando. (39°06′45″N 5°30′00″O / 39.112497, -5.500044)

## Final
Su final está en la EX-102 en puerto Llano. (39°22′24″N 5°19′50″O / 39.373303, -5.330467)

## Trazado, localidades y carreteras enlazadas
La longitud real de la carretera es de 34.640 m, de los que 8.220 m pertenecen a la provincia de Cáceres y 26.420 a la provincia de Badajoz.
Su desarrollo es el siguiente:
| P. K.           | HITO                                            |
| --------------- | ----------------------------------------------- |
| 0+000           | Inicio: N-430                                   |
| 0+480           | Acceso oeste a Obando                           |
| 0+830           | Acceso este a Obando                            |
| 1+790 - 1+830   | Puente sobre el río Gargáligas                  |
| 3+720 - 3+760   | Puente sobre el río Cubilar                     |
| 8+220           | Límite de provincia Cáceres/Badajoz             |
| 13+310 - 13+340 | Puente sobre el río Cublilar                    |
| 17+560          | Intersección CC-22.6 (Logrosán)                 |
| 29+850          | Intersección EX-316 (Valdecaballeros) y CC-21.2 |
| 34+640          | Final: EX-102 (puerto Llano)                    |

## Otros datos de interés
(IMD, estructuras singulares, tramos desdoblados, etc.).
Los datos sobre Intensidades Medias Diarias en el año 2006 son los siguientes:
| P. K.                  | IMD | Ligeros | Pesados | % Pesados |
| ---------------------- | --- | ------- | ------- | --------- |
| 4+000 (Obando)         | 863 | 755     | 108     | 12,5      |
| 18+200 (Valdepalacios) | 481 | 404     | 77      | 16,0      |
| 33+000 (Puerto Llano)  | 369 | 339     | 29      | 8,0       |

## Evolución futura de la carretera
La carretera se encuentra acondicionada dentro de las actuaciones previstas en el Plan Regional de Carreteras de Extremadura.